# متسلقو الصم
يستخدم المتسلقون الصم طرقًا بديلة مثل الأوامر، والتكتيكات اليدوية، وأحيانًا مترجمًا أو معينًا سمعيًا لمساعدتهم في التسلق. إنهم قادرون على جميع أنواع التسلق بما في ذلك تسلق الصخور، والذي لا يتطلب أي حبال وعادة ما يكون هناك وسادة تحطم. التسلق بالحبل العلوي، والذي يستخدم مرساة محددة مسبقًا في قمة التسلق بالإضافة إلى شخص يساعد في إدارة حبل التسلق وأمانك أثناء التسلق. كما هو الحال في تسلق الرصاص، حيث يتم ربط الحبل بالمتسلق، والذي يقوم المتسلق بعد ذلك بتثبيته إما على مسامير تثبيت مثبتة مسبقًا أو على أجهزة تثبيت مؤقتة أخرى أثناء الصعود، بينما يتولى المؤمن إدارة الحبل بالإضافة إلى سلامة المتسلق.

## طرق القيادة البديلة
يعتمد المتسلقون كثيرًا على الأوامر الصوتية. يتم استخدام الأوامر الصوتية للمساعدة في التسلق من حيث الملاحة والسلامة، فضلاً عن كونها المصدر الرئيسي للتواصل بين المتسلقين. الفرق الوحيد بين المتسلقين الصم والمتسلقين الذين يسمعون هو أنهم لا يستطيعون استخدام الأوامر الصوتية. إن أساليب الأوامر البديلة مثل شد الحبل، إما بهدوء أو بلطف، تتوافق مع أمر معين. سيتم التعرف على الأمر من خلال عدد مرات السحب وكذلك قوة السحب. قد يتطلب هذا الكثير من التدريب ويختلف داخل المجموعات أو المتسلقين الصم الأفراد، لذلك من المهم أن تكون واضحًا بشأن عدد السحبات بالإضافة إلى ما تمثله قوة كل سحبة لأي أمر.
يمكن استخدام لغة الإشارة كطريقة للأوامر. هذه هي لغة الأفراد الصم الذين ينتمون إلى مجتمع الصم. هناك العديد من الأشخاص الصم الذين لا يستخدمون لغة الإشارة. هذه اللغة هي لغة بصرية ولا تتطلب أي استخدام صوتي. وتستخدم لغة الإشارة أيضًا إيماءات الوجه والجسم للتمييز بين المعاني.
لغة الإشارة ليست لغة عالمية، بل إنها تختلف في أجزاء معينة من العالم، لذلك بالنسبة للمتسلقين الصم الذين يتسلقون خارج منطقتهم بين المتسلقين الصم الآخرين، فإن طريقة الإشارة هذه قد تشكل عقبة عند التسلق.
تعمل أجهزة السمع على الأفراد الذين يعانون من نوع ما من فقدان السمع ولكنها لا تعمل على الأفراد الذين يعانون من الصمم الكامل. يمكن ارتداؤها على أذن واحدة أو كلتيهما، وذلك اعتمادًا على مقدار فقدان السمع بالإضافة إلى الأذن التي يحدث منها فقدان السمع. تعمل المعينة السمعية على تضخيم الأصوات المحيطة بالشخص مما قد يساعد في جعل الأوامر الصوتية أثناء التسلق أكثر وضوحًا للشخص الذي يعاني من فقدان السمع.
هناك طريقة بديلة أخرى شائعة جدًا خاصة في مجتمع الصم وهي مساعدة مترجمي لغة الإشارة. يمكن لمترجمي لغة الإشارة مساعدة المتسلقين الصم في التواصل مع أولئك الذين ليسوا صمًا ومساعدة المتسلقين الصم عندما يتم إعطاء الأوامر الصوتية من قبل الشخص الذي يحميهم.

## متسلقون صم ناجحون
حقق المتسلقان والمغامران الأمريكيان سكوت ليمان وشاينا أونغر إنجازًا تاريخيًا على قمة جبل إيفرست في 22 مايو/أيار، 2023. أصبح أونغر وليمان ثالث ورابع شخصين أصم يصلان إلى قمة جبل إيفرست. أونجر هي أول امرأة صماء على الإطلاق. وكان ثاني شخص أصم يصل إلى القمة هو الماليزي محمد هواري هاشم، الذي تسلق القمة في 18 مايو 2023. حتى عام 2023، لم يتمكن سوى شخص أصم واحد من تسلق قمة إيفرست، وهو المتسلق الياباني ساتوشي تامورا، وهو متزلج جبال الألب الذي نجح في محاولته الثالثة في عام 2016.
تمكن متسلقان أصم، هما أليك نعمان من نيويورك، وبول ستيفوراك من واشنطن، من الوصول إلى قمة جبل رينييه التي يبلغ ارتفاعها 14410 قدمًا في يوليو 1981. تم إكمال محاولة تسلق القمة برفقة خمسة متسلقين مكفوفين، ورجل بساق اصطناعية، وشخص مصاب بالصرع. لم يتمكن سوى فردين من المجموعة من الوصول إلى القمة.
كانت هايدي زيمر أول امرأة صماء تصل إلى قمة دينالي في ألاسكا. وهي أول شخص أصم يصل إلى قمة جبل كليمنجارو في أفريقيا، وكذلك جبل إلبروس في جمهورية روسيا الذي يبلغ ارتفاعه 18510 قدمًا. هدفها هو إكمال القمم السبعة التي تتكون من أعلى قمة في كل قارة. ويعتبر هذا إنجازًا كبيرًا في عالم التسلق.
أصبح المتسلق الياباني ياسايوكي أوكوبو أول متسلق أصم يصل إلى قمة جبل فينسون في القارة القطبية الجنوبية. وهو ليس فقط أول فرد أصم يصل إلى قمة جبل فينسون، بل هو أيضًا أول من حاول الوصول إلى القمة. وقد أتم هذه الرحلة في يناير 2009 برفقة روب جارفيس وعدد كبير من المرشدين من شبكة المغامرات الدولية.

## المنظمات المعنية بمتسلقي الصم
تشارك العديد من المنظمات في جميع أنحاء العالم مع الأفراد الصم والتسلق، لأن كون الشخص متسلقًا أصمًا يسبب الحاجة إلى طرق بديلة للتسلق، وعادةً ما تستخدم هذه المنظمات طريقة واحدة أو أكثر من هذه الطرق.
معسكر أسبن للصم وضعاف السمع هو معسكر مخصص للأطفال الصم وضعاف السمع والأنشطة الخارجية. تُركز هذه المنظمة على التسلق وتستخدم هذه الرياضة لتشجيع الأطفال ومساعدتهم على اكتساب المهارات. المدرب كلينت ووسلي، منسق برنامج المخيم، هو أيضًا أصم مثل بعض المعسكرين. بعضهم يسمعون ويعرفون لغة الإشارة إما من خلال الدراسة أو أحد أفراد الأسرة الصم، والبعض الآخر يعاني من فقدان السمع ولكن لا يزال بإمكانهم السمع والتحدث.
تستضيف خدمات المجتمع للصم سباق تسلق يوفر خدمات للأفراد الصم في منطقة سينسيناتي. هذه المنظمة هي منظمة غير ربحية وتقدم خدمات مختلفة للصم. إنهم يقدمون دروسًا بالإضافة إلى رحلات إلى أماكن مثل صالات التسلق وغيرها من الأحداث الخارجية.
تسلق فرنسا هي منظمة يديرها متسلقون في منطقة فرنسا وسردينيا. تتضمن الخدمات التي تقدمها تسلق فرنسا دورات التسلق والجولات المصحوبة بمرشدين في جميع أنحاء جبال فرنسا. في يناير 2009، تعاونت منظمة تسلق فرنسا مع المترجمين الذين كانوا متسلقين أنفسهم وقاموا بإرشاد مجموعة من المتسلقين الصم.
سبلور هي منظمة غير ربحية تقدم خدمات للأفراد ذوي الإعاقة. تتعاون هذه المنظمة مع العديد من المنظمات الأخرى التي تعمل في الهواء الطلق. توفر سبلور رحلات مخصصة بالإضافة إلى دروس للأشخاص ذوي الإعاقة في العديد من الأنشطة مثل ركوب الرمث في المياه البيضاء والتزلج على الجليد والتزلج على الجليد والغولف والتسلق.
أوتورد باوند هي منظمة غير ربحية لديها مدارس في جميع أنحاء العالم تقدم برامج داخلية وخارجية، وجميع البرامج التي تقدمها تتعلق بالنمو الشخصي والمهارات، والنمو العقلي والجسدي، والتطوير الشخصي الشامل.
تتعامل منظمة أوتورد باوند مع أنواع عديدة من المجموعات في جميع أنحاء العالم على الرغم من الإعاقة أو الوضع الاقتصادي أو الاحتياجات الخاصة الأخرى. تأخذ أوتورد باوند مجموعاتها إلى البرية، والتي تكون في بعض الأحيان عبارة عن رحلة ليوم واحد أو ليلة واحدة، وتوفر لهم التحديات التي يتعين عليهم مواجهتها بمفردهم أو من خلال العمل الجماعي. إنهم يخدمون الطلاب والمعلمين على حد سواء.
تتخذ شركة شبكة المغامرات الدولية من الولايات المتحدة مقراً لها وهي عبارة عن مجموعة إرشادية تتولى إدارة الرحلات الاستكشافية في القارة القطبية الجنوبية. إنهم يرشدون الرحلات مثل رحلات السفاري والرحلات الجوية الخاصة والتسلق. شركة شبكة المغامرات الدولية هي الشركة الوحيدة في العالم التي ترشد المستكشفين خلال رحلاتهم الاستكشافية في القارة القطبية الجنوبية.